# 海津郵便局
海津郵便局（かいづゆうびんきょく）は、岐阜県海津市にある郵便局。民営化前の分類では集配特定郵便局であった。

## 概要
住所：〒503-0699 岐阜県海津市海津町高須前並558-4

## 沿革
- 明治4年12月 - 高須郵便取扱所として開設[1]。
- 1875年（明治8年）1月1日 - 高須郵便局（五等）となる。
- 1880年（明治13年）11月 - 為替取扱を開始。
- 1881年（明治14年） - 貯金取扱を開始。
- 1893年（明治26年）3月28日 - 高須郵便電信局となる。
- 1903年（明治36年）4月1日 - 通信官署官制の施行に伴い高須郵便局となる。
- 1955年（昭和30年）8月16日 - 海津郵便局に改称[2]。
- 1959年（昭和34年）3月15日 - 東江郵便局から電話交換事務を移管。
- 1970年（昭和45年）8月21日 - 電話交換および和文電報配達業務を美濃平田電報電話局に移管。
- 1977年（昭和52年）1月10日 - 海津郡海津町高須町から同町高須に移転。
- 2007年（平成19年）10月1日 - 民営化に伴い、併設された郵便事業羽島支店海津集配センターに一部業務を移管。
- 2012年（平成24年）10月1日 - 日本郵便株式会社発足に伴い、郵便事業羽島支店海津集配センターを海津郵便局に統合。

## 取扱内容
- 郵便、印紙、ゆうパック、内容証明
- 貯金、為替、振替、振込、国際送金、国債
- 生命保険、バイク自賠責保険
- ゆうちょ銀行ATM
- 「503-06xx」区域（海津市（旧海津郡海津町域））の集配業務

## 周辺
- 海津市役所（海津庁舎）
- 海津市文化センター
- 海津市海津図書館
- 海津市市民プール
- 岐阜県立海津明誠高等学校
- 海津市立日新中学校
- 海津市立高須小学校
- 西大江川

## アクセス
- 養老鉄道 駒野駅から東へ約3km
- 海津市・羽島市広域バス 海津庁舎停留所下車
- 名神高速道路 大垣ICから南東へ、もしくは岐阜羽島ICから南西へそれぞれ約12.5km
- 岐阜県道1号岐阜南濃線・岐阜県道117号津島海津線沿い（高須交差点）
- 駐車場あり：16台